# Acrolejeunea heterophylla
Acrolejeunea heterophylla là một loài Rêu trong họ Lejeuneaceae. Loài này được (A. Evans) Grolle & Gradst. mô tả khoa học đầu tiên năm 1974.